# 재즈 제닝스
재즈 제닝스(Jazz Jennings, 2000년 10월 6일 ~ )는 미국의 유튜버, 성소수자 인권운동가이며, 트랜스여성이다. 2007년 바버라 월터스의 뉴스매거진 방송 《20/20》에 출연하면서 이름을 알리기 시작했다. "트랜스키즈 퍼플 레인보우" 재단의 명예 공동 창립자로로서, 트랜스젠더 청소년을 지원하는 활동을 하고 있다.
본인의 유튜브 채널에 자신의 삶을 다룬 《아이 엠 재즈》(I Am Jazz) 시리즈를 게시했으며, 유튜브를 넘어 2015년부터 TLC사 리얼리티 프로그램 《아이 엠 재즈》에 출연하고 있다.